# The Treachery of a Scar
The Treachery of a Scar è un cortometraggio muto del 1913 diretto da J.P. McGowan. È il debutto sullo schermo per Tom Forman.

## Produzione
Il film fu prodotto dalla Kalem Company.

## Distribuzione
Distribuito dalla General Film Company, il film - un cortometraggio in una bobina - uscì nelle sale cinematografiche statunitensi il 9 luglio 1913.